# Bronson (Iowa)
Pour les articles homonymes, voir Bronson.
Bronson est une ville, du comté de Woodbury en Iowa, aux États-Unis. Elle est fondée en 1901 et incorporée le 8 juin 1967.

## Source de la traduction
- (en) Cet article est partiellement ou en totalité issu de l’article de Wikipédia en anglais intitulé « Bronson, Iowa » (voir la liste des auteurs).